# Milić Stanković
Milić Stanković znany też jako: Milić od Mačve cyr. Милић од Мачве, (ur. 30 października 1934 we wsi Belotić w okręgu maczwańskim, zm. 8 grudnia 2000 w Belgradzie) – jugosłowiański i serbski malarz.

## Życiorys
Syn Radovana i Desanki. W czasie nauki w szkole w Šabacu, talent Stankovicia został dostrzeżony przez nauczyciela rysunku Đorđe Kosticia, który zorganizował pracownię w szkole dla najbardziej uzdolnionych plastycznie uczniów. Kostić był także organizatorem wystaw, na których młodzi adepci malarstwa prezentowali swoje debiutanckie prace.
Stanković podjął studia z zakresu architektury w Belgradzie, pod kierunkiem Pivo Karamatijevicia. Dzięki uzyskanemu stypendium mógł rozpocząć naukę w belgradzkiej Akademii Sztuk Pięknych, w klasie Kosty Hakmana, a następnie Ljubicy Sokić. W 1959 ukończył studia w Akademii. W tym samym roku miał pierwszą wystawę indywidualną w Belgradzie. Od 1960 był członkiem Stowarzyszenia Artystów Plastyków Serbii. W latach 1964-1965 mieszkał i pracował w Paryżu.

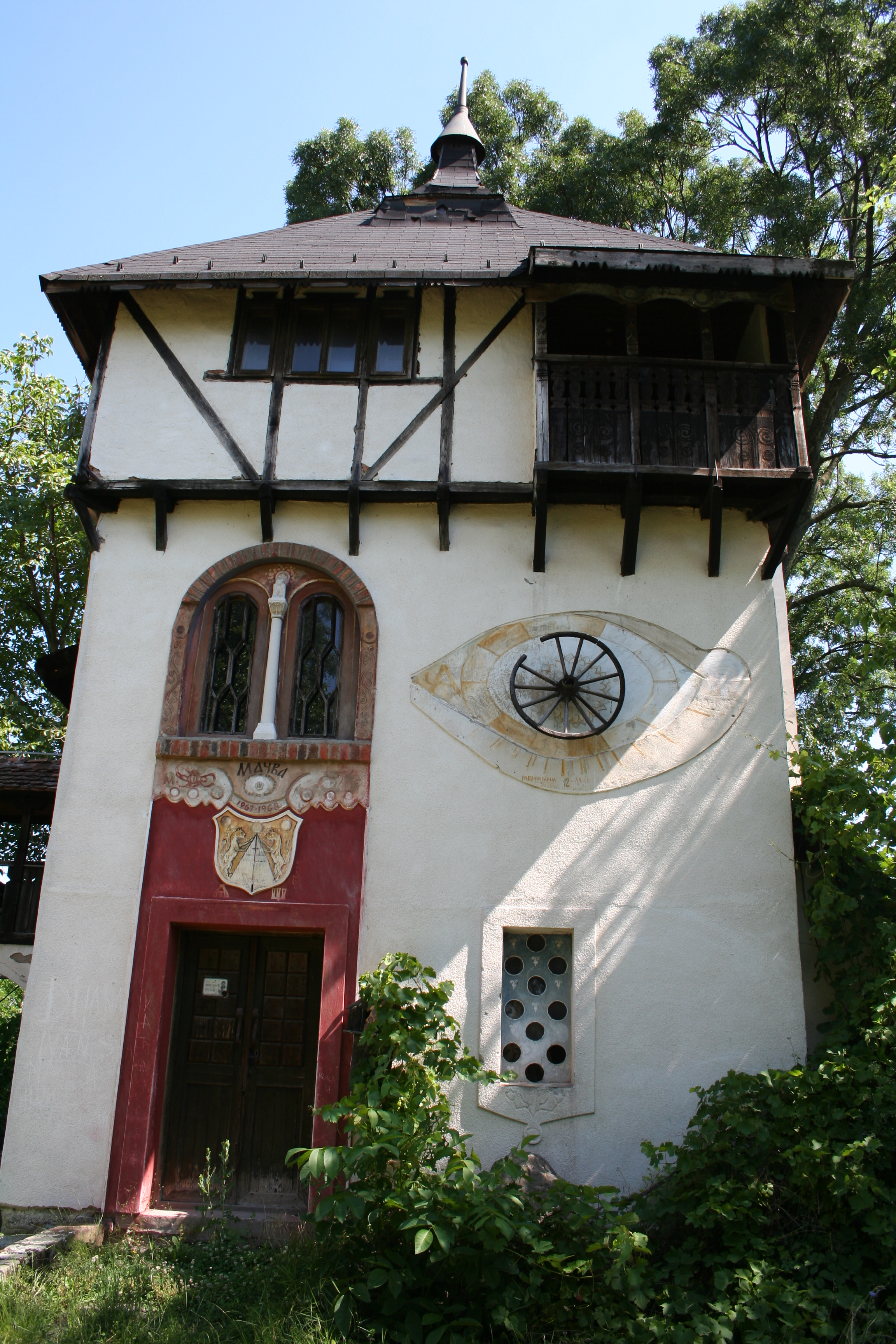
Wieża Radovana we wsi Belotić

W swojej rodzinnej wsi Belotić zbudował wieżę, którą nazwał imieniem swojego ojca Radovana. Był także twórcą działającej we wsi Szkoły Malarstwa i Poezji. Jego ekscentryczny styl życia podkreślał strój: ubierał się w czarny płaszcz, czarny beret i laskę przypominającą biskupi pastorał. W latach 90. XX wieku występował publicznie jako zwolennik autochtonizmu, twierdząc że Serbowie od czasów prehistorycznych mieszkali na Bałkanach jako ludność autochtoniczna. Zmarł w 2000 i został pochowany w Alei Zasłużonych na Nowym Cmentarzu w Belgradzie.

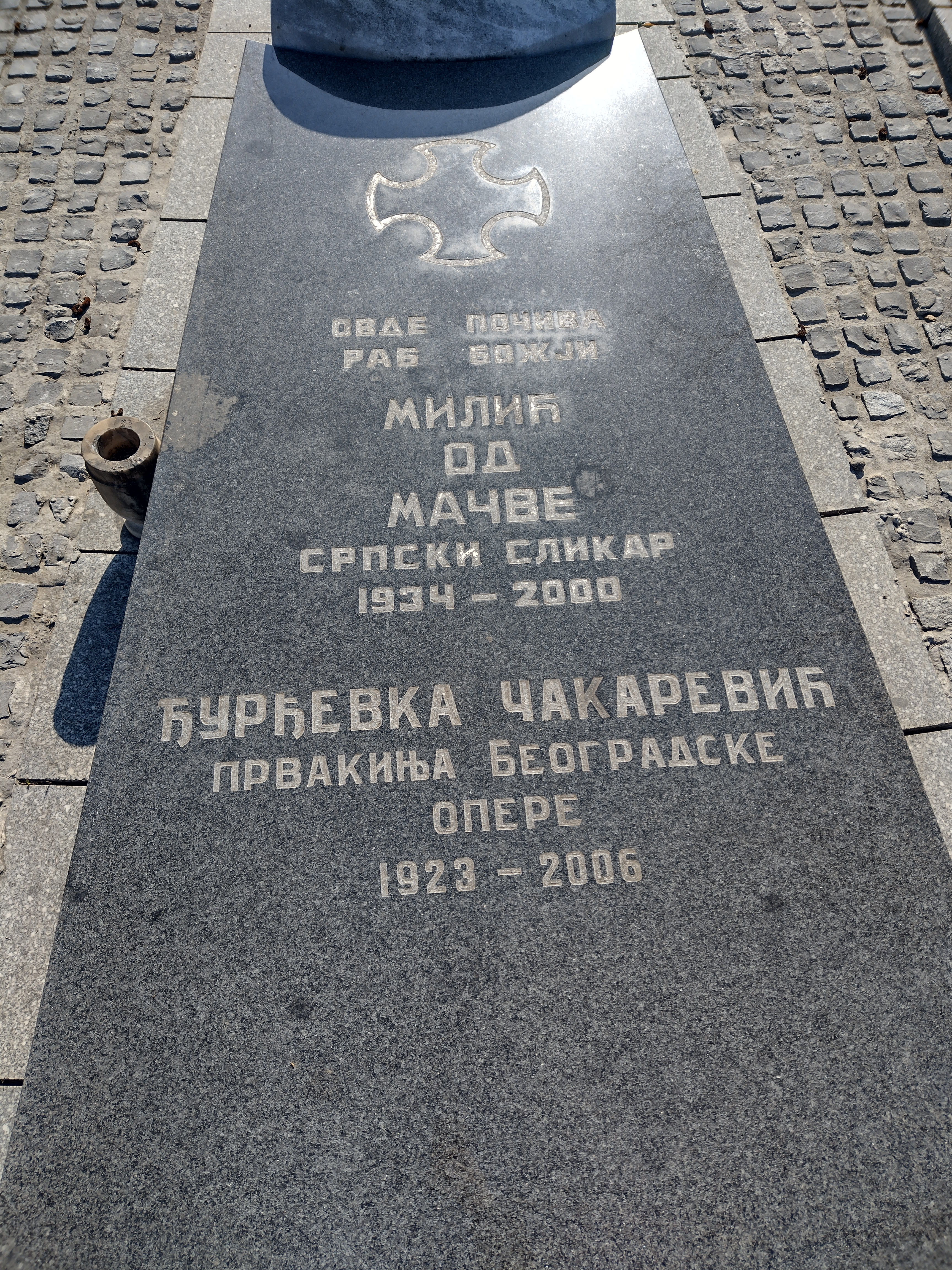
Grób artysty na Nowym Cmentarzu w Belgradzie

Był żonaty (żona Verica Beba Marković Stanković malowała freski i zajmowała się konserwacją dzieł sztuki), miał cztery córki. Jedną z jego córek jest artystka multimedialna Simonida Stanković.

## Twórczość
Należał do bardzo płodnych artystów. Do swojej śmierci w 2000 namalował ponad 7000 obrazów, ok. 13 000 grafik, jego dorobek artystyczny obejmował także freski i ikony. Bogata kolekcja jego ikon znajduje się w cerkwi w Voždovacu. Twórczość Stankovicia początkowo mieściła się w nurcie socrealizmu, ale już od lat 60. tworzył obrazy sytuujące się na pograniczu surrealizmu i sztuki naiwnej. Dominującymi motywami na obrazach Stankovicia były świecące kule i góry lodowe. W 1964 w Genewie zorganizowano pierwszą zagraniczną wystawę prac artysty. Wystawę 40 obrazów Stankovicia zorganizowano w 1989, w sześcsetną rocznicę bitwy na Kosowym Polu, na dziedzińcu klasztoru w Gračanicy.

## Pamięć
W roku 2024 ukazała się album 340 reprodukcji dzieł Stankovicia Милић од Мачве – српски барбарогеније, opracowany przez Olivera Tomicia.